# 黄河西路街道
黄河西路街道，是中华人民共和国内蒙古自治区包头市昆都仑区下辖的一个乡镇级行政单位。

## 行政区划
黄河西路街道下辖以下地区：
黄河小区第一社区、黄河小区第二社区、友谊十九号街坊第一社区、友谊十九号街坊第二社区、友谊十九号街坊第三社区和友谊十九号街坊第四社区。